# Đậu biếc lá to
Đậu biếc lá to (danh pháp: Clitoria macrophylla) là một loài thực vật có hoa trong họ Đậu. Loài này được Benth. miêu tả khoa học đầu tiên.